# Acalolepta minima
Acalolepta minima är en skalbaggsart som först beskrevs av Stefan von Breuning 1939.  Acalolepta minima ingår i släktet Acalolepta och familjen långhorningar. Inga underarter finns listade i Catalogue of Life.